# 贝托莱讷
贝托莱讷（法語：Bertholène，法語發音：[bɛʁtɔlɛn]）是法国阿韦龙省的一个市镇，属于罗德兹区。

## 地理
贝托莱讷（44°23'40"N, 2°46'43"E）面积46.96 平方千米，位于法国奧克西塔尼大區阿韦龙省，该省份为法国南部内陆省份，位于法國中央高原南部，北起顺时针与康塔爾省、洛泽尔省、加尔省、埃罗省、塔恩省、塔恩-加龙省和洛特省接壤。
与贝托莱讷接壤的市镇（或旧市镇、城区）包括：阿尔克、博祖勒、加布里亚克、蒙罗济耶、勒维巴勒、莱萨克-塞韦拉克莱格利斯。

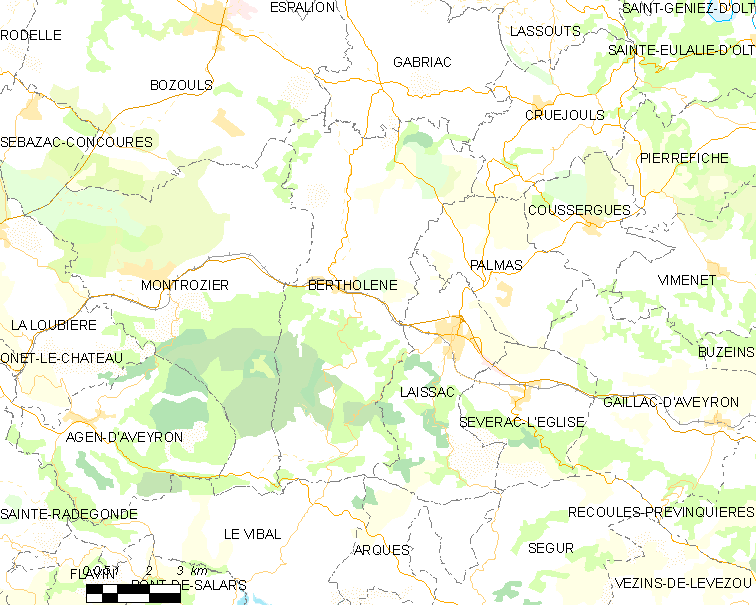
贝托莱讷的OSM定位图

贝托莱讷的时区为UTC+01:00、UTC+02:00（夏令时）。

## 行政
贝托莱讷的邮政编码为12310，INSEE市镇编码为12026。

## 政治
贝托莱讷所属的省级选区为洛特-帕朗日县。

## 人口

1962-2008年间贝托莱讷人口变化图示

贝托莱讷于2022年1月1日时的人口数量为1049人。